# Eilean Flodigarry
Eilean Flodigarry är en ö i Storbritannien.   Den ligger i kommunen Highland och riksdelen Skottland, i den nordvästra delen av landet, 800 km nordväst om huvudstaden London. Arean är 0,21 kvadratkilometer.
Terrängen på Eilean Flodigarry är platt. Öns högsta punkt är 41 meter över havet. Den sträcker sig 1,2 kilometer i nord-sydlig riktning, och 0,8 kilometer i öst-västlig riktning.